# Цветков, Григорий Михайлович
Цветков Григорий Михайлович — советский хозяйственный, государственный и политический деятель.

## Биография
Родился 30 сентября (13 октября) 1900 года в деревне Стойловка Вяземского района Смоленской области в семье крестьянина. С раннего детства был вынужден работать и помогать семье, с 9 до 13 лет учился сначала в церковно-приходской школе, а затем в одноклассном городском училище, которое окончил в 1913 г. Затем поступил работать чернорабочим на кухню ресторана станции Вязьма Александровской железной дороги, а в 1917 году — в технико-механическое училище, из которого через год был вынужден уйти ввиду тяжёлого материального положения семьи.
Старший рабочий по ремонту пути станции Вязьма (1919—1920). Участник Гражданской войны: рядовой 4-го пехотного полка в городе Рославль, рядовой отдельного инженерного батальона 15-й Армии, рядовой отдельного инженерного батальона 11-й стрелковой Петроградской дивизии, стрелок охраны МББ ж/д. Участвовал в боевых операциях на Польском фронте, а в период — с 12 по 18 марта 1921 г. — в боевых операциях в районе Гродно — Белосток.
Член КПСС в 1926 г. (партбилет № 2556320).
В 1930 году был направлен в Москву на завод им. Лепсе на должность управляющего отделом распределения готовой продукции. С февраля 1931 года направлен на Электрозавод (в дальнейшем МЭЛЗ, Московский электроламповый завод) начальником отдела заказов и сбыта. В 1932 году переведён на работу в электроламповый отдел МЭЛЗ на должность заместителя директора завода, где проработал до августа 1935 г., после чего был переведен на работу заместителя директора по снабжению и сбыту всего электрокомбината. 3 февраля 1937 года, с целью укрепления участка снабжения и сбыта, был направлен на работу на Трансформаторный завод на должность заместителя директора.
23 июня 1937 года был назначен на пост директора всего МЭЛЗ, на котором проработал до 23 января 1963 года, до самого выхода на пенсию.
За это время мощность завода выросла более чем в 7 раз. За время директорства Цветкова завод был награждён орденом Ленина (1939) и орденом Трудового Красного Знамени (1957).
Цветкову была присуждена Сталинская премия за выдающиеся изобретения и коренные усовершенствования методов производственной работы третьей степени (за разработку конструкции и освоение производства электронно-лучевых приборов, 1949).
Делегат XVIII съезда ВКП(б).
Избирался депутатом Верховного Совета РСФСР 3-го созыва.
Григорий Михайлович Цветков трагически погиб в августе 1968 г. и был похоронен на Введенском кладбище (7 уч.).

## Награды
- два ордена Ленина: 21.04.1939 (№ 4555) и № 340249
- орден «Красной Звезды» (№ 363836)
- орден «Знак Почёта» (№ 15237)
- медаль «За боевые заслуги» (№ 752690 от 3.11.1967)
- медаль «За доблестный труд в Великой Отечественной войне 1941—1945 гг.» (№ 327643 от 5.11.45)
- медаль «За оборону Москвы» (№ 000142 от 8.07.44)
- медаль «В память 800-летия Москвы» (№ 059192 от 01.1948)
- медаль «В память 300-летия воссоединения Украины с Россией»,
- медаль «Китайско-советская дружба» (получил из рук лично первого главы Госсовета КНР Чжоу Эньлая)